# Luísa Basto
Luísa Basto, nascida Úrsula Lobato, (Vale de Vargo, Serpa, 10 de maio de 1947) é uma cantora portuguesa, interprete das célebres gravações do tema musical Avante Camarada, um dos temas mais populares da actividade política comunista em Portugal e de É Para Ti Mulher Esta Canção, hino do Movimento Democrático de Mulheres.
Ao longo da carreira gravou poemas de Eugénio de Andrade, José Gomes Ferreira, Manuel da Fonseca, Florbela Espanca, João Fernando, António Aleixo, entre outros.

## Biografia

### Primeiros anos
Úrsula Lobato nasce no seio de uma família pobre do Alentejo em 1947, filha de militantes do Partido Comunista Português que, no contexto da perseguição do regime do Estado Novo à atividade política comunista, entram para a clandestinidade quando a filha completa a quarta classe em Vale de Vargo, levando-a consigo tinha Úrsula Lobato apenas 12 anos. 
Vive com os pais nas casas e tipografias clandestinas do Partido Comunista Português, primeiro em Lisboa, depois em Sintra e por fim na Damaia onde os pais de Úrsula Lobato virão a ser presos pela Polícia Internacional e de Defesa do Estado, levando-a a, com 13 anos de idade, ser ajudada a fugir para a União Soviética onde terá acesso a educação e à segurança que não tinha em Portugal. 

### Estudos na União Soviética
Na chegada à União Soviética, na recepção do hotel onde ficaria alojada, Úrsula Lobato não responde quando lhe perguntam o nome e, segundo esta, é o próprio Álvaro Cunhal que estava presente recém chegado da fuga de Peniche, quem lhe sugere usar o nome de clandestinidade Luísa Basto pelo qual será chamada o resto da vida.
Em Moscovo, frequenta a escola preparatória para estrangeiros. Em 1967 grava o seu primeiro disco intitulado Canções Portuguesas, do qual consta a primeira versão da canção Avante, Camaradas, gravada com Orquestra da Rádio e Televisão Soviética. O tema, com autoria de Luís Cília é composto a pedido de Carlos Antunes, então representante do PCP em Paris, tendo como propósito ser difundida clandestinamente através da Rádio Portugal Livre, que operava a partir de Bucareste, e da Rádio Voz da Liberdade, a partir de Argel, através das quais nos anos que se seguirão se tornará um dos mais populares hinos revolucionários em Portugal. 
Após a gravação do disco, presta provas para o Instituto Musical Superior do Estado de Moscovo, no qual em 1973 se licencia em Canto.

### Carreira após a Revolução dos Cravos
Em Fevereiro de 1974 está em Paris para ficar mas acaba por regressar a Portugal após a Revolução dos Cravos, no dia 3 de Maio. Grava uma nova versão de "Avante Camarada" para a editora Sassetti (Zip Zip 30064/S) com arranjos e direcção de Pedro Osório.
Em Portugal, Luísa Basto participa em duas peças musicais de Ary dos Santos.  Em 1977 faz parte do grupo Os Amigos que vencem o Festival RTP da Canção desse ano. Grava um single para a TLD com os temas "Gostar de Ti" (da autoria de Ary dos Santos e Fernando Tordo) e "Assim Como Quem Nasce" (Paulo de Carvalho). Grava "Cantigas das Sandálias Rotas" com letra e música de Samuel. 

### Gravação de Hinos Revolucionários
Ainda em 1981 é gravada uma nova versão de "Avante Camarada" com uma orquestra de 25 figuras e as vozes de Luísa Basto, Carlos Alberto Moniz, Carlos Mendes, Fernando Tordo, Maria do Amparo, Samuel e de Pedro Osório. Grava a canção single É Para Ti Mulher Esta Canção, que se tornou o hino do Movimento Democrático de Mulheres.

### Anos 80
No disco "Caminho e Canto", editado em 1980 pela Telectra, canta os poetas Eugénio de Andrade, José Gomes Ferreira e Joaquim Pessoa. Em Fevereiro de 1981, Luísa Basto e João Lourenço participaram no XI Festival da Canção Política, onde também esteve Carlos Paredes, com "Canto Livre" que foi considerada a canção com melhor poema.
Em conjunto com João Fernando lança o single "Pela Paz". Em 1982 lança o duplo álbum "25 Canções" pela editora Musidisco. O disco "Recital - Luísa Basto ao vivo" foi gravado, em Janeiro de 1984, na SFUAP-Sociedade Filarmónica União Artística Piedense, com a Orquestra de Shegundo Galarza. Em 1987 foi editado o máxi-single "Florbela Espanca na voz de Luísa Basto" com música de João Fernando e arranjos do maestro Shegundo Galarza. Grava com João Fernando o disco "Cantam Poemas de Manuel da Fonseca". Grava também um disco de homenagem a Romeu Correia.

### Anos 90
Participa nas semifinais do Festival RTP da Canção de 1992 com a canção "Barco de Navegantes". Nesse ano lança ainda o álbum "Silêncio Vigiado" com poemas de Fernando Fitas e músicas de João Fernando, Manuel Loureiro (Mané), Nuno Gomes dos Santos e Samuel.
Em 1996 grava "Tema de Amélia" da telenovela "Roseira Brava" da RTP.  Lança em 1997, para a editora Movieplay, o álbum "Fado" que inclui uma versão de "Povo Que Lavas No Rio", "Fui hoje ao Alentejo", de Eduardo Olímpio e Paco Bandeira, entre outros temas. 
O CD "Marcha Municipal" inclui os temas utilizados na campanha da CDU para as Eleições Autárquicas de Dezembro de 1997, "Marcha Municipal" e "Malhão Novo", com letra e música de Vitorino e interpretação de Luísa Basto.

### Anos 2000
A convite de Filipe La Féria participou em algumas actuações do musical "Amália", onde interpretou a figura principal. 
O disco "Alentejo", editado em 2006, pela Câmara Municipal de Serpa, inclui dez temas sobre o Alentejo, suas raízes e realidades. Ainda em 2006 apresentou-se ao vivo na Festa do Avante onde comemorou os seus trinta anos de carreira. 
No dia 1 de Maio da 2010 apresentou o espectáculo comemorativo dos seus 40 anos de carreira  na sala Sociedade Filarmónica União Artística Piedense. Em 21 de Junho de 2010 apresentou o espectáculo no Politeama. Lança o álbum "Canta Poemas de António Henrique". Em Dezembro desse ano é lançado com o jornal Avante o DVD "40 Anos A Cantar o Povo e A Liberdade".
Em Setembro de 2012 é editado o álbum "Minha Vida Meu Amor" pela editora Ovação. O disco inclui poemas de Nuno Gomes dos Santos e músicas de Nuno Nazareth Fernandes e Paulo de Carvalho.

## Curiosidades
Leccionou música nas escolas do Concelho da Moita. 
Um "sample" de "Assim Como Quem Nasce" é usado no tema "Já Não Dá" do rapper Chullage. 

## Condecorações
Em 1974 foi agraciada pela Câmara Municipal de Almada com a Medalha de Ouro de Mérito Cultural. 

## Discografia

### LPs e CDs
- Canções Portuguesas (LP, Melodiya, 1967)
- Caminho e Canto (LP, Telectra, 1980)
- Canta António Aleixo - Estes Versos Que Vos Deixo (LP, CM VRSA, 1981)
- 25 Canções (2LP, Musidisco, 1982) MP5002
- Recital (LP, Discos SFUAP/Lamiré, 1984)
- Cantam Manuel da Fonseca (Discos Adufe, 1985) - Luísa Basto e João Fernando
- Canta Romeu Correia (LP, Cm Almada, 1987)
- Silêncio Vigiado (CD, Jornal Outra Banda, 1994)
- Cantam Poemas de Manuel Fonseca
- Fado (CD, Movieplay, 1997) [13]
- Alentejo (CD, 2007)
- Canta Poemas de António Henrique (CD, 2010)
- 40 Anos A Cantar o Povo e A Liberdade (DVD, 2010)
- Minha Vida Meu Amor (CD, Ovação, 2012)

### Singles e EP
- Canções Revolucionárias Portuguesas; Avante / Canção do Exilado / Clamor / Catarina (EP, Comité Portugal Bruxelas)  GM 307 - EP 601
- Avante / Hino da Juventude Democrática (Single, Zip-zip) 30064
- De Pé Ó Companheiro / Esperar Por Ti (Single, Zip-zip) 30070
- A Internacional / Avante Camarada (Ep, Mundo Novo)
- Apelo Às Mulheres Na Revolução /No Ano Internacional da Mulher (Single, Guilda da música/Sasseti, 1977) - com José Barata Moura
- Portugal No Coração (Single, Tld, 1977) - com Os Amigos
- Gostar de Ti / Assim Como Quem Nasce (Single, TLD, 1977) TLS019
- Fado do Trapo / Vai Mais Um Dia (Single, Telectra, 1979) 15003
- Cantiga das Sandálias Rotas / Ainda Um Dia Single (Single, Telectra, 1979) 15004
- É Para Ti Mulher Esta Canção / Recado para Angela Davis (Single, Telectra) 15008
- Malhão do Meu País / Amor Resiste (Single, Telectra, 1979)
- Vento e Trova / Rumor (Single, Telectra, 1980) 15009
- Pela Paz / Foi Com Força (Single, LJ, 1981) LJ 1301
- Canta António Aleixo: Os meus versos o que são/A verdade e as aparências (Single, Danova, 1982)
- Pela Paz/Foi Com Força (Single)
- Canta Florbela Espanca (máxi, Discos Adufe, 1987)
- Marcha Municipal (Cd-Single, CDU, 1997)

- «Lisboa no Guiness»